# Лонгфеллоу (Пенсільванія)
Лонгфеллоу (англ. Longfellow) — переписна місцевість (CDP) в США, в окрузі Міффлін штату Пенсільванія. Населення — 183 особи (2020).

## Географія
Лонгфеллоу розташований за координатами 40°30′24″ пн. ш. 77°39′56″ зх. д. / 40.50667° пн. ш. 77.66556° зх. д. (40.506642, -77.665649).  За даними Бюро перепису населення США в 2010 році переписна місцевість мала площу 1,67 км², з яких 1,67 км² — суходіл та 0,00 км² — водойми.

## Демографія
Згідно з переписом 2010 року, у переписній місцевості мешкало 215 осіб у 90 домогосподарствах у складі 66 родин. Густота населення становила 129 осіб/км².  Було 96 помешкань (58/км²).
Расовий склад населення:
| - 100,0 % — білих |

До двох чи більше рас належало 0,0 %. Частка іспаномовних становила 0,0 % від усіх жителів.
За віковим діапазоном населення розподілялося таким чином: 16,3 % — особи молодші 18 років, 65,6 % — особи у віці 18—64 років, 18,1 % — особи у віці 65 років та старші. Медіана віку мешканця становила 48,9 року. На 100 осіб жіночої статі у переписній місцевості припадало 93,7 чоловіків;  на 100 жінок у віці від 18 років та старших — 95,7 чоловіків також старших 18 років.
Середній дохід на одне домашнє господарство  становив 49 073 долари США (медіана — 35 729), а середній дохід на одну сім'ю — 60 560 доларів (медіана — 63 125). За межею бідності перебувало 11,1 % осіб, у тому числі 13,0 % дітей у віці до 18 років та 0,0 % осіб у віці 65 років та старших.
Цивільне працевлаштоване населення становило 105 осіб. Основні галузі зайнятості: виробництво — 24,8 %, освіта, охорона здоров'я та соціальна допомога — 17,1 %, роздрібна торгівля — 9,5 %, оптова торгівля — 7,6 %.